# Horváth Rudolf
Horváth Rudolf (Győr, 1984. január 18. –) magyar labdarúgó, középpályás, labdarúgóedző.

## Pályafutása játékosként
- 1993–2003 ETO FC Győr
- 2002–2004 Magyar U19-es labdarúgó-válogatott
- 2003–2004 ETO FC Győr (NB I.)
- 2004 Kecskeméti TE (NB I.)
- 2004–2012 Gyirmót FC (NB II.)
- 2012–2014 Mosonmagyaróvári TE (NB III.)
- 2014–2016 Kapuvári SE
- 2016–2017 ESK Ménfőcsanak
- 2017–2018 Koroncó KSSZE

## Pályafutása edzőként
- 2017–2019 Koroncó KSZSE vezetőedző
- 2019–2020 Csorna SE – vezetőedző (Győr-Moson-Sopron megye, I. osztály – II.hely), utánpótlásedző
- 2020–2022 Illés Béla Labdarúgó Akadémia U19-es korosztály vezetőedzője (2021/2022 MLSZ Országos U19 Kiemelt csoport – III. helyezés[1])
- 2022–2023 Kaposvári Rákóczi FC – vezetőedző [2]
- 2024 Csorna SE - vezetőedző

## Szakmai képesítések
- 2007–2009 Győr-Moson-Sopron Megyei Sportszövetségek Egyesülése (OKJ Sportedző – Labdarúgás)
- 2009–2011 Győr-Moson-Sopron Megyei Sportszövetségek Egyesülése (OKJ Sportedző – Testépítés-Fitness)
- 2010 MLSZ UEFA A Licence
- 2011–2013 LLOYD Ipartestületi Szakképző Iskola (OKJ Sportszervező,-menedzser)
- 2018 MLSZ Sportmenedzser (Alap)
- 2018–2019 MLSZ Erőnléti edző
- 2020 MLSZ UEFA YOUTH ELITE A Licence
- 2020–2023  Magyar Testnevelési és Sporttudományi Egyetem (Labdarúgó Szakedző BA)
- 2023 Magyar Testnevelési és Sporttudományi Egyetem (Labdarúgó Szakedző Msc)